# Wiprecht di Groitzsch
Wiprecht di Groitzsch, detto anche Wigberto (1050 circa – Pegau, 22 maggio 1124), è stato margravio di Meißen e della marca orientale sassone dal 1123 sino alla propria morte. Fu anche burgravio di Magdeburgo.

## Biografia
Egli era nato da una nobile famiglia dell'Altmark, figlio di Wiprecht di Balsamgau conte di Groitzsch e di Sigena di Leinungen. Alla morte del padre, avvenuta nel 1060, ereditò i suoi possedimenti ed entrò nella cerchia di fiducia di Lotario Udo II della marca del Nord.
Lotario Udo gli garantì anche il castello di Tangermünde a Balsamgau come feudo e successivamente lo trasferì al castello di Groitzsch nella Osterland, tra Pleiße, e Mulde e Elster, proprietà dalla quale trasse il nome col quale venne sovente indicato. Tra il 1075 ed il 1080, venne forzatamente esiliato da Groitzsch dalla nobiltà locale che si opponeva agli spostamenti di colonizzazione. Egli si rifugiò più volte alla corte di Vratislao II di Boemia a Praga, sotto la cui alla crebbe in influenza e divenne uno degli uomini di fiducia di Enrico IV, supportando però Vratislao per la corona, nel 1080. Nel 1085 sposò la figlia del re Giuditta, figlia della sua terza moglie, Swiętoslawa (Svatana), una nobildonna polacca. Ella gli portò in dote Budissin, comprendente anche territori in Alta Lusazia attorno a Bautzen e Nisani, la regione attorno a Dresda, come dote. Ella gli diede il primo figlio, Wiprecht il Giovane, nel 1087.
Nel 1080, egli combatté con l'imperatore contro l'anti-re Rodolfo di Rheinfelden. Nel 1084, egli fu con Enrico a Roma per combattere contro papa Gregorio VII. Dal momento che aveva assassinato uno dei suoi nemici nella chiesa di San Giacomo di Zeitz nel 1089, Wiprecht dovette scontare il reato con un pellegrinaggio da Roma a Santiago di Compostela sino al 1090.
Dopo il proprio soggiorno in Boemia, egli tornò a Meißen e riprese possesso di Groitszch con la forza delle armi. Egli immediatamente prese possedimento della regione instaurando popolazioni tedesche fatte venire dalla Franconia nei villaggi tra la Mulde ed il Wiera. Nel 1091 egli fondò l'abbazia di Pegau, nei quali annali, gli Annales Pegavienses, vi sono le prime fonti sulla sua vita. Egli fondò un altro monastero, quello di Lausigk, nel 1104. Nel 1106, egli apparve per la prima volta indicato col titolo di conte a fianco dell'Imperatore Enrico V.
Nel 1108, Giuditta morì e nel 1110, egli sposò Cunegonda, erede di Beichlingen e figlia del margravio Ottone I di Meißen. Quello fu un doppio matrimonio in quanto suo figlio Wiprecht il Giovane sposò la figlia di Cunegonda, avuta da un precedente matrimonio, anch'essa avente nome Cunegonda. Il matrimonio con Cunegonda non ebbe eredi.
Nel 1109, dopo l'assassinio di Svatopluk di Boemia, Wiprecht il Giovane venne in aiuto di Bořivoj II a Praga. Quando questa notizia giunse a Vladislao, cioè che il fratello di Bořivoj II avrebbe passato il giorno di Natale a Plzeň, Vladislao marciò su Praga e sconfisse Wiprecht fuori dalle mura cittadine, il 24 dicembre 1109. Egli venne ricompensato dall'imperatore con 5000 marchi d'argento per aver riottenuto i diritti ducali con la forza. L'imperatore giunse a Bamberga e arrestò Wiprecht. Wiprecht il Vecchio dovette rinunciare alla dote avuta dalla prima moglie, ed ai propri castelli di Leisnig e Morungen in favore dell'imperatore.
Dopo l'incoronazione imperiale di Enrico V, Wiprecht, Sigfrido di Orlamünde e Ludovico I di Turingia aderirono ad una ribellione contro di lui (1112). Essi vennero sconfitti da Hoyer di Mansfeld e Wiprecht venne fatto prigioniero e catturato a Trifels nel 1113, con la sola possibilità di salvarsi la vita cedendo le proprie terre all'Imperatore. Egli venne rilasciato solo nel 1116 in cambio del rilascio di Heinrich Haupt. A quell'epoca sembrava avesse riottenuto i propri diritti perduti. Mentre era in prigione, suo figlio Wiprecht il Giovane, aveva preso parte con Lotario di Supplimburgo alla battaglia di Welfesholz l'11 febbraio 1115, dove Hoyer di Mansfeld aveva trovato la morte. Wiprecht il Giovane morì nel 1117.
Nel 1118, Wiprecht venne nominato burgravio di Magdeburgo. Egli divenne Vogt del monastero di Neuwerk a Halle. Nel 1123, tornò in favore imperiale sotto Enrico V il quale lo nominò successore di Enrico II di Meißen nella marca orientale sassone e di Meißen. Il duca Lotario di Sassonia, nominò i propri candidati: Alberto di Ballenstedt in Lusazia e Corrado a Meißen. Egli non fu in grado di mantenere unitamente i propri poteri nelle due marche data l'importanza dei suoi oppositori. Egli morì e venne cremato in una pira di legno nel maggio dell'anno successivo a Pegau, dove venne sepolto nella chiesa da lui fondata. In tutti gli altri possedimenti, gli succedette formalmente il figlio secondogenito Enrico.

## Matrimonio e figli
Wiprecht sposò nel 1086 Giuditta († 1108), figlia del re di Boemia Vratislao II della stirpe dei Přemyslidi e di Swiętoslawa (Svatana) di Polonia. Essi ebbero:
- Wiprecht III il Giovane (1097-1117), che sposò Cunegonda la Giovane, figlia della matrigna Cunegonda di Meißen e del suo precedente marito Cuno di Beichlingen;
- Enrico di Groitzsch (1090 circa - 31 dicembre 1135), margravio della marca orientale sassone dal 1128 alla morte e margravio di Lusazia dal 1131 alla morte. Non riuscì a rivendicare il margraviato di Meißen.
- Berta di Groitzsch, che sposò Dedo IV di Wettin.

Alla morte di Giuditta, sposò due anni dopo, nel 1110, Cunegonda di Meißen, figlia del margravio di Meißen Ottone I della stirpe dei conti di Weimar e di Adela. Ella era già al terzo matrimonio: il primo marito fu Jaropolk Izjaslavič, principe della Rus' di Kiev e santo per la Chiesa ortodossa russa, il secondo fu Cuno di Northeim, conte di Beichlingen e figlio del duca di Baviera Ottone di Northeim. Essi non ebbero figli.